# Кирил Костов (музикант)
Вижте пояснителната страница за други личности с името Кирил Костов.
Кирил Костов е български флейтист и общественик. Той е роден на 24 декември 1924 г. в с. Погледец, Софийско. Умира на 6 октомври 1996 г. в София.
Възпитаник е на Държавния институт за слепи в София, след завършването на който постъпва в Музикалната академия със специалност флейта. Кирил Костов работи в БНР като щатен солист-флейтист от 1949-1983 г.

## Обществени роли
При учредяването на Общия съюз на слепите в България (1951 г.) е избран за зам.-председател. През 1953 г. е избран за председател на този съюз и остава на поста до 1955 г. Кирил Костов е най-дългогодишният председател на Националното читалище на слепите „Луи Брайл“ (1971-1990).